# العودي (الجميمة)

تعديل مصدري - تعديل

العودي هي إحدى قرى عزلة بقره الغربية بمديرية الجميمة التابعة لمحافظة حجة، بلغ تعداد سكانها 187 نسمة حسب تعداد اليمن لعام 2004.